# Vincetoxicum arnottianum
Vincetoxicum arnottianum là một loài thực vật có hoa trong họ La bố ma. Loài này được (Wight) Wight miêu tả khoa học đầu tiên năm 1850.